# Un cineasta en La Codorniz
Un cineasta en La Codorniz és un curtmetratge documental espanyol del 2012 dirigit per Javier Rioyo, qui el 2011 ja havia dirigit per RTVE el documental Enrique Herreros. Cuando Hollywood estaba en la Gran Vía de la sèrie Imprescindibles. Va rebre suport de la Comunitat de Madrid.

## Sinopsi
El documental narra la història d'Enrique Herreros, un artista madrileny avançat al seu temps, membre de l' altra generació del 27, col·laborador de La Codorniz pioner de la indústria cinematogràfica espanyola i un dels artífexs a convertir la Gran Via al carrer de l'espectacle.

## Nominacions
Fou nominada al Goya al millor curtmetratge documental als XVII Premis Goya.